# Endiandra cyphellophora
Endiandra cyphellophora är en lagerväxtart som beskrevs av André Joseph Guillaume Henri Kostermans. Endiandra cyphellophora ingår i släktet Endiandra och familjen lagerväxter. Inga underarter finns listade i Catalogue of Life.